# Ентоні Дафаа
Ентоні Клемент Дафаа (англ. Anthony Clement Dafaa, нар. 26 червня 1988) — кенійський футболіст, півзахисник фінського клубу «Яро», а також національної збірної Кенії.
Виступав, зокрема, за клуби «СоНі Шугер» та «Марієгамн», в складі останнього виграв чемпіонат Фінляндії і кубок Фінляндії.

## Клубна кар'єра
У футболі дебютував 2005 року виступами за команду «СоНі Шугер», в якій провів один сезон. 
Своєю грою за цю команду привернув увагу представників тренерського штабу клубу «Бандарі» (Момбаса), до складу якого приєднався 2007 року. Відіграв за момбаську команду наступні три сезони своєї ігрової кар'єри.
2010 року уклав контракт з шведським клубом «Карлскруна», у складі якого провів наступний рік своєї кар'єри гравця. Більшість часу, проведеного у складі У складі, був основним гравцем команди.
2012 року захищав кольори команди «Ассиріска» (Норрчепінг). 
З 2013 року переїхав до Фінляндії і один сезон захищав кольори клубу «ВПС». Граючи у складі «ВПС» також здебільшого виходив на поле в основному складі команди.
З 2015 року два сезони грав у складі команди «Марієгамн». Тренерським штабом нового клубу також розглядався як гравець «основи». За цей час став чемпіоном Фінляндії і володарем кубка Фінляндії.
Протягом 2018 року захищав кольори клубу «Гака».
До складу клубу «Яро» приєднався 2018 року. 

## Виступи за збірну
2007 року дебютував в офіційних матчах у складі національної збірної Кенії. Протягом кар'єри у національній команді провів у її формі 6 матчів, останній з яких зіграв у 2009 році.

## Титули і досягнення
- Чемпіон Фінляндії (1):

«Марієгамн»: 2016
- Володар кубка Фінляндії (1):

«Марієгамн»: 2015